# Acantilados de Loiba
Los acantilados de Loiba se hallan en la parroquia de San Julián de Loiba, en el municipio de Ortigueira, provincia de La Coruña (Galicia, España).

## Situación

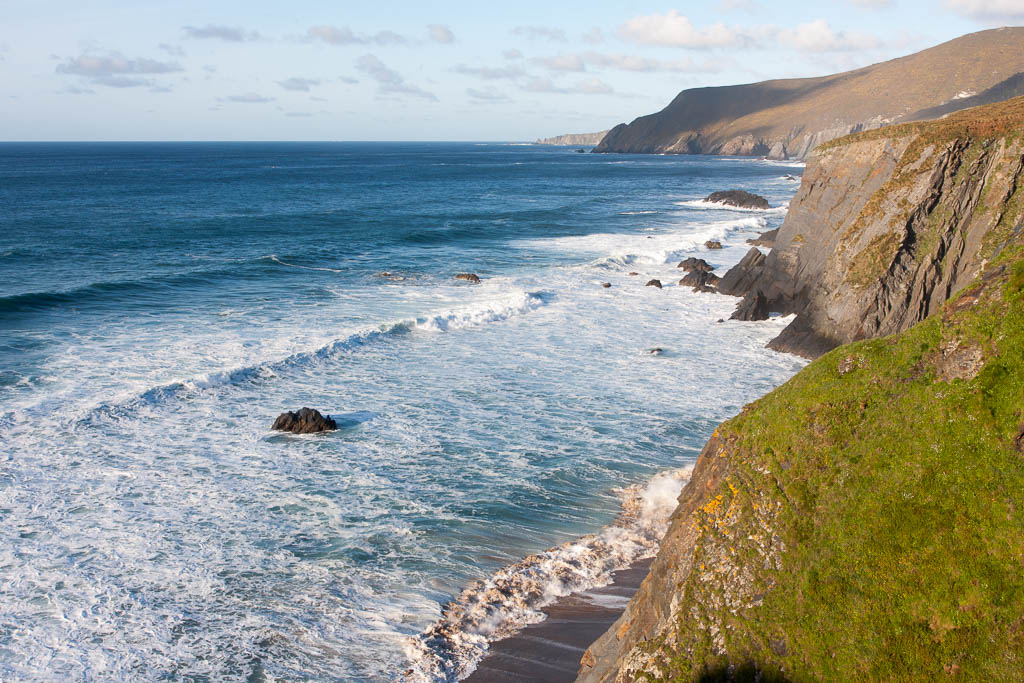
Vista parcial de los acantilados de Loiba con el cabo de Estaca de Bares al fondo.

Están situados en la confluencia de la sierra de la Faladoira con el océano Atlántico, en el exterior de la ría de Ortigueira, entre el puerto de Espasante y el cabo de Estaca de Bares. Su altura sobre el nivel del mar varía entre los 80 y los 160 metros y a sus pies existen seis estrechos arenales: O Picón, Ribeira Grande, Ribeira do Carro, Os Castros, Gaivoteira y O Coitelo (en gallego), que quedan sumergidos durante la pleamar y que solo son accesibles desde tierra por medio de sus respectivos zigzagueantes senderos, que descienden a través del acantilado casi verticalmente.

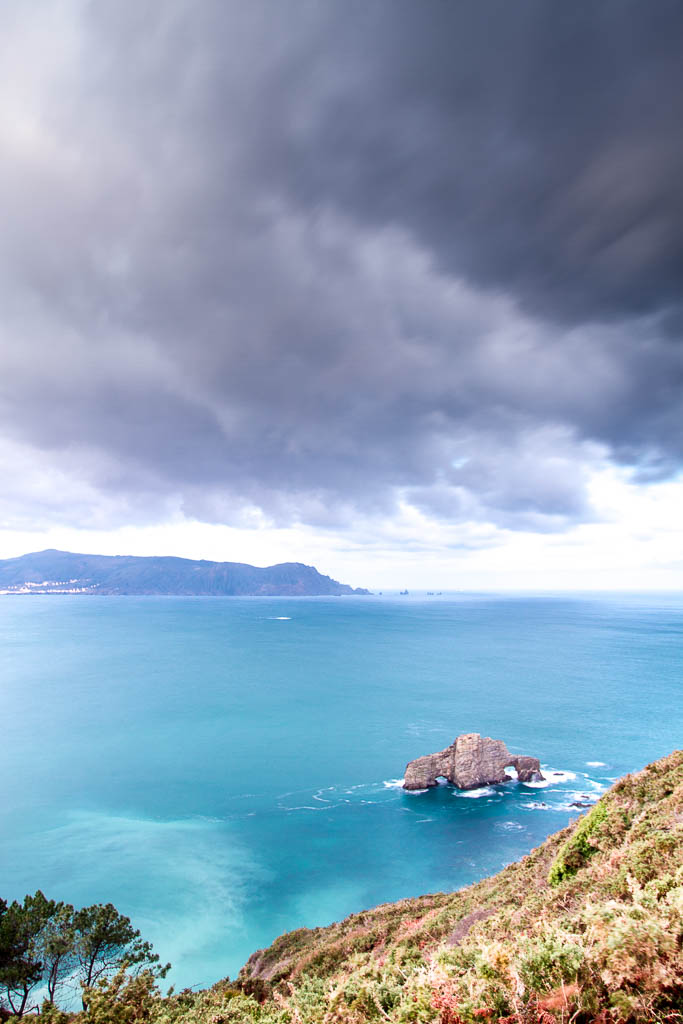
Penafurada.

Se trata de una costa muy batida por el mar, cuyos embates rompen directamente en la fachada del acantilado originando cuevas que reciben el nombre de furnas, siendo la más famosa la que recibe el nombre de Penafurada. 

## Historia
La parroquia de San Julián de Loiba era, a pesar de su cercanía al mar, eminentemente agrícola y las pequeñas calas al pie de los acantilados proveían abundantes cantidades de alga roja (del orden de las gigartinales), que eran recolectadas entre los meses de junio y octubre con el propósito de ser utilizadas como abono para los campos de labranza. En la actualidad se sigue extrayendo ese recurso para su venta a la industria farmacéutica, alimentaria o cosmética. Es un trabajo realizado casi exclusivamente por mujeres, que reciben el nombre de algueiras.

## Interés paisajístico
El lugar ha devenido en los últimos años en un punto de visita turística obligada en la costa norte de la provincia de La Coruña. La relativa soledad del lugar, su paisaje agreste y las impresionantes vistas atraen a miles de turistas cada año. Casi toda la costa es accesible por medio de pistas forestales y se han instalado varios miradores para observar el paisaje, así como un parque de autocaravanas.

## Curiosidades

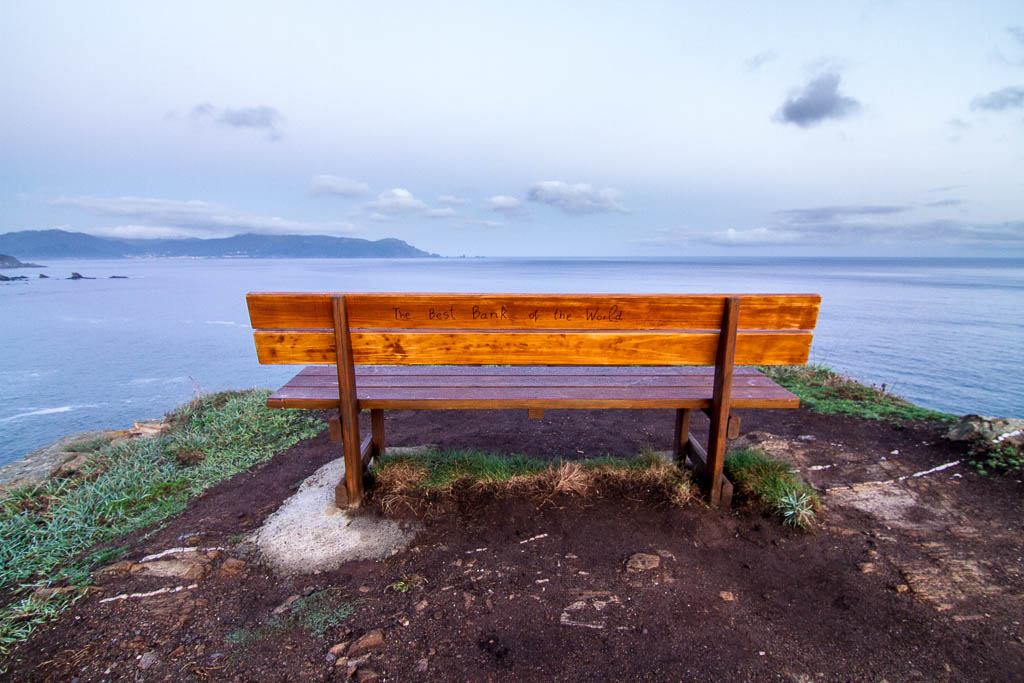
The best bank of the world - El mejor banco del mundo.

### The best bank of the world
En el año 2009, Rafael Prieto Fernández, vecino de la parroquia de Loiba, decidió colocar por su cuenta y riesgo un banco de madera al borde del acantilado. Existe la leyenda (confirmada por la extraña redacción del inglés usado, impropio de un habklante nativo como es un escocés) de que durante el Festival de Ortigueira del año 2010 un grupo de músicos escoceses que actuaban en dicho festival visitaron los acantilados y garabatearon en la trasera del banco la frase: «The best bank of the world». Lo que en principio parecía una mala traducción de «banco» (por entidad financiera), en realidad se refería a escarpadura o corte de acantilado. Desde entonces esa frase se copia y pinta fielmente cada vez que se renueva el banco.
El fotógrafo Dani Caxete obtuvo una mención especial con una foto nocturna de ese banco en la edición del año 2015 del «Earth and Sky Photo Contest on Dark Skies Importance», un concurso organizado por la UNESCO para reivindicar los cielos nocturnos libres de contaminación lumínica.

## Galería de imágenes

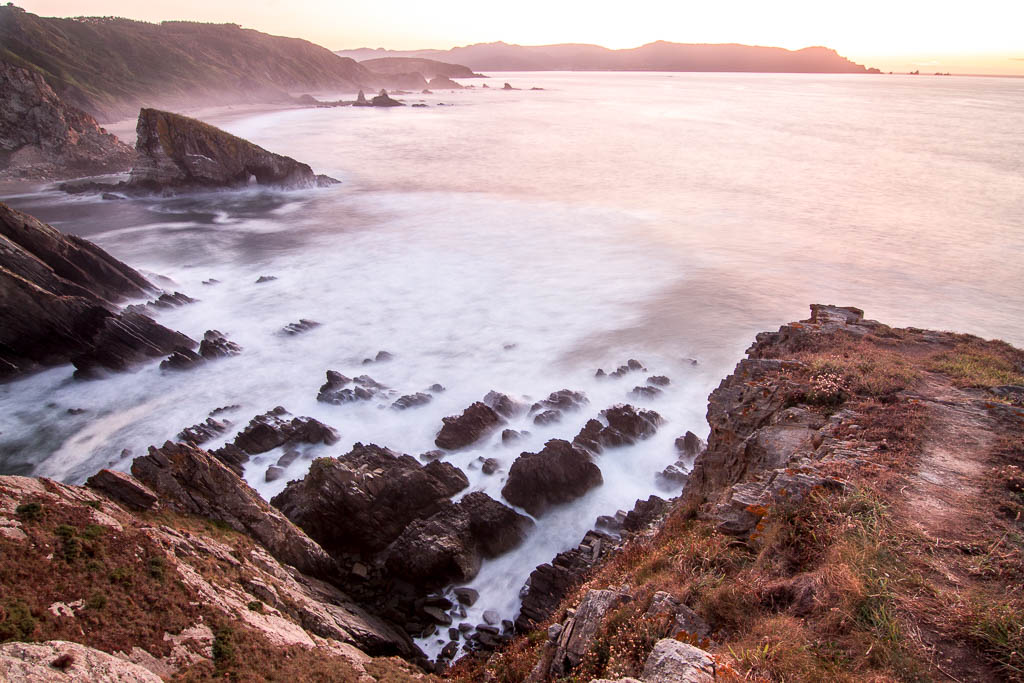
Acantilados de Loiba al atardecer.
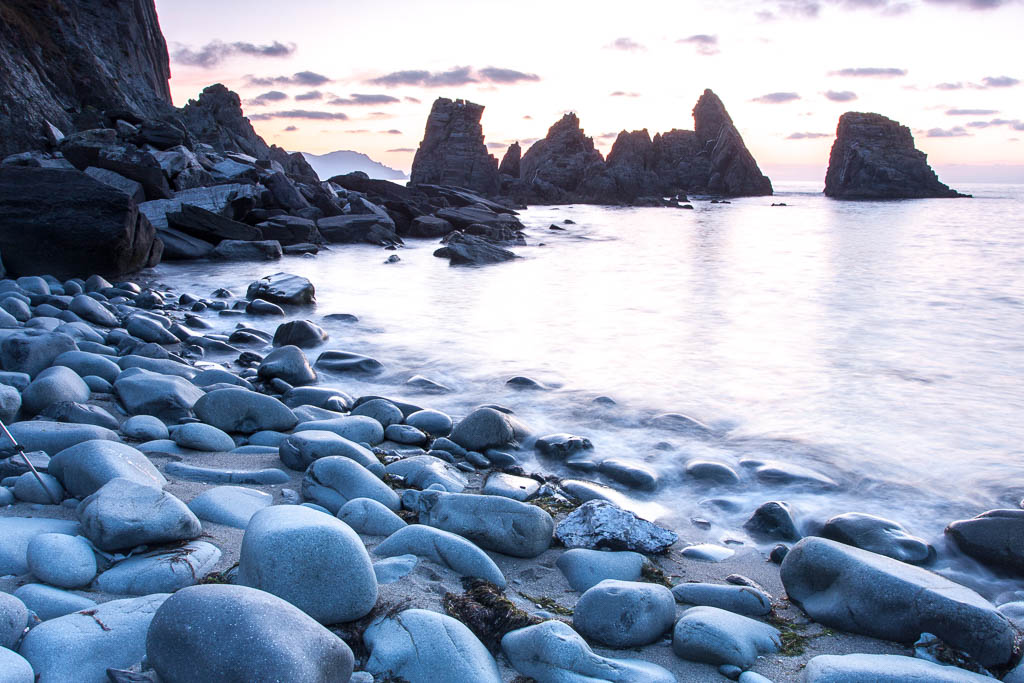
Cantos rodados en una de las calas de los acantilados de Loiba.
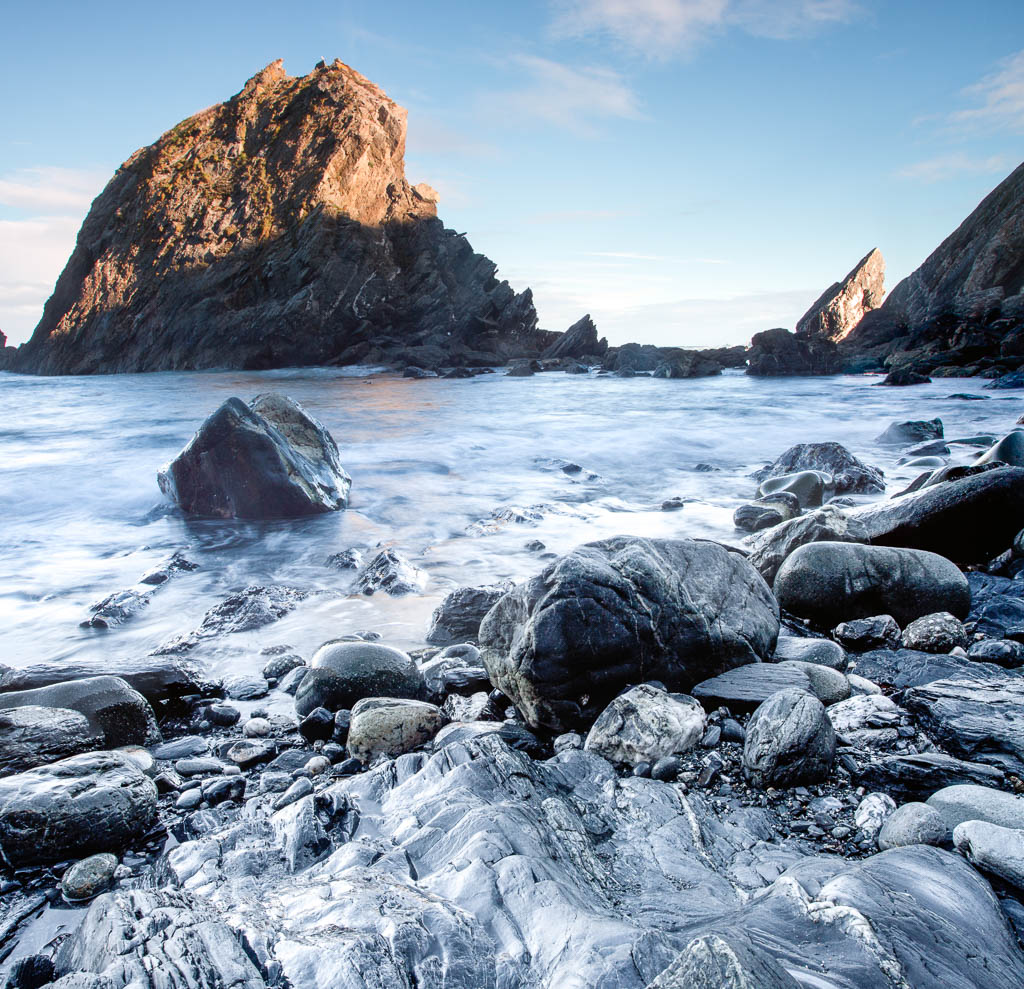
Acantilados de Loiba.
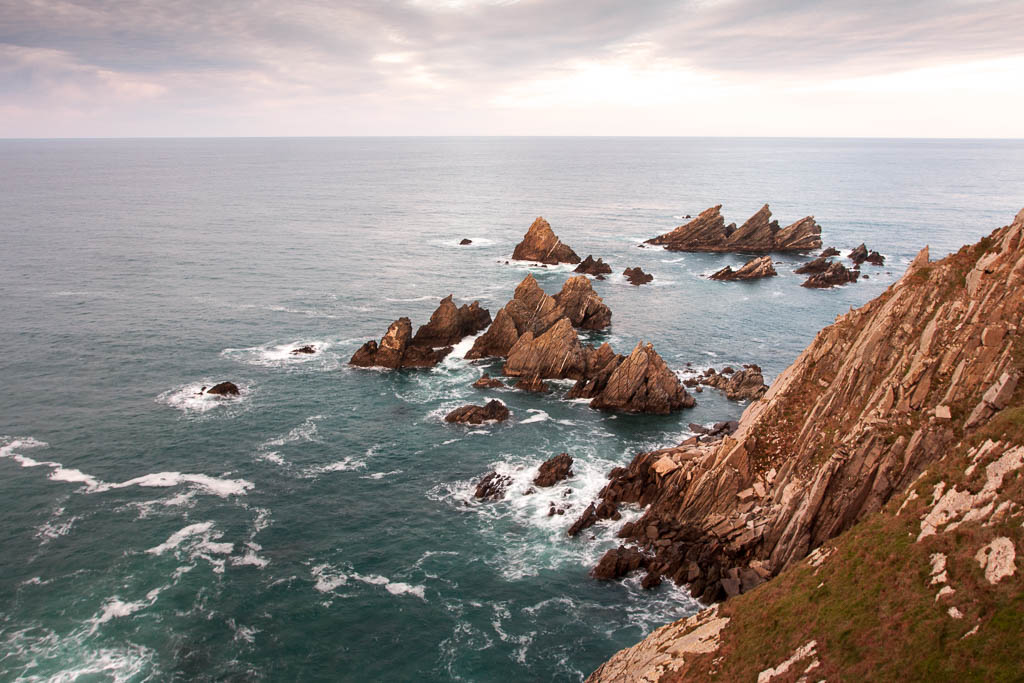
Acantilados de Loiba.
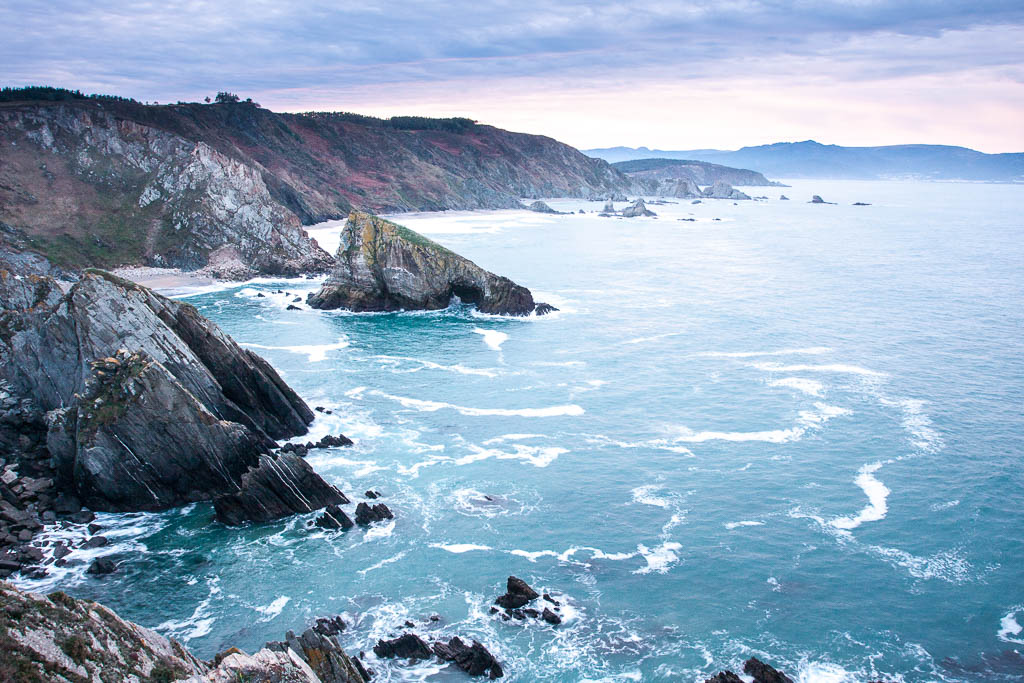
Vista parcial de los acantilados de Loiba.